# Live at Knebworth 1990
Ne doit pas être confondu avec Festival de Knebworth ou Live at Knebworth.
 (mai 2022).
Le Silver Clef Award Winners Concert, plus connu sous le nom Live at Knebworth 1990 (ou '90) est le nom d'un concert de rock britannique qui s'est tenu le samedi 30 juin 1990 dans la ville éponyme, en Angleterre, avec une audience de 120 000 personnes.

## Historique
Organisé par le Nordoff-Robbins Music Therapy Center (qui promeut la musicothérapie pour aider les enfants handicapés), ce concert est officiellement la cérémonie de fermeture des Silver Clef Awards 1990. Ce concert caritatif a permis d'aider financièrement à la construction de la BRIT School For Performing Arts and Technology,,. La plupart des artistes présents ont obtenu dans leur carrière au moins un Grammy Award. Le coût d'une place pour ce concert était de 30 pounds. Le concert est télédiffusé sur la MTV. Plusieurs albums et films sont enregistrés à cette occasion.
Ce concert est l'occasion de réunir Cliff Richard et The Shadows le temps d'un concert. C'est par ce concert que le groupe Pink Floyd achève sa tournée pour l'album A Momentary Lapse of Reason. Exceptionnellement, les deux groupes de Phil Collins, celui de sa carrière perso (Chester Thompson à la batterie, Brad Cole aux claviers, Daryl Stuermer à la guitare et à la basse, Leland Sklar à la basse) et Genesis (Tony Banks aux claviers et Mike Rutherford à la guitare), ont joué un même soir sur une même scène avec les choristes et le groupe de cuivres The Phenix Horns, ce qui donne 14 musiciens au total.
C'est également le dernier concert de Elton John avant son entrée en cure de désintoxication,.

## Liste des titres interprétés
Voici la liste des titres interprétés par les différents artistes le 30 juin 1990,. Tous ne sont pas présents dans les albums, ni les films tirés du concert.
Cliff Richards & The Shadows :
1. Move It!
2. Summer Holiday
3. The Young Ones
4. On the Beach
5. Living Doll
6. Good Golly Miss Molly
7. Bachelor Boy
8. Fall in Love with You
9. Do You Wanna Dance?
10. In the Country
11. It'll Be Me
12. Shake, Rattle and Roll
13. We Don't Talk Anymore

Dire Straits (avec Clapton), :
1. Solid Rock
2. I Think I Love You Too Much
3. Money for Nothing

Elton John (avec Clapton), :
1. Sacrifice
2. Sad Songs (Say So Much)
3. Saturday Night's Alright for Fighting

Eric Clapton :
1. Pretending
2. Before You Accuse Me
3. Old Love
4. Tearing Us Apart
5. Sunshine of Your Love (avec Elton John et Dire Straits)

Phil Collins :
1. In the Air Tonight
2. Colours
3. Another Day in Paradise
4. Sussudio

Genesis (avec Phil Collins) :
1. Mama
2. That's All
3. Throwing It All Away
4. Turn It On Again

Pink Floyd :
1. Shine On You Crazy Diamond (Parts I-V) (avec Candy Dulfer)
2. The Great Gig in the Sky (avec Clare Torry)
3. Wish You Were Here
4. Sorrow
5. Money (avec Candy Dulfer)
6. Comfortably Numb
7. Run Like Hell

Robert Plant :
1. Hurting Kind (I've Got My Eyes on You)
2. Immigrant Song
3. Tie Dye on the Highway
4. Liars Dance
5. Going to California
6. Nirvana
7. Tall Cool One
8. Misty Mountain Hop (avec Jimmy Page)
9. Wearing and Tearing (avec Jimmy Page)
10. Rock and Roll (avec Jimmy Page)

Status Quo :
1. Caroline
2. Mystery Song / Railroad / Most of the Time / Wild Side of Life / Rollin' Home / Again and Again / Slow Train
3. Hold You Back
4. Dirty Water
5. Whatever You Want
6. In the Army Now
7. Rockin' All Over the World
8. Don't Waste My Time
9. Roadhouse Blues / The Wanderer / Marguerita Time / Living on an Island / A Mess of Blues / Break the Rules / Something 'Bout You Baby I Like / The Price of Love / Roadhouse Blues

Tears for Fears :
1. Women of Ireland (enregistrement de Seán Ó Riada)
2. Head Over Heels / Broken
3. Change
4. Pale Shelter
5. Sowing the Seeds of Love
6. All You Need Is Love
7. Advice for the Young at Heart
8. I've Got to Sing My Song (avec Oleta Adams)
9. Badman's Song
10. Everybody Wants to Rule the World

Paul McCartney :
1. Coming Up
2. Back in the U.S.S.R.
3. I Saw Her Standing There
4. We Got Married
5. Birthday
6. Let It Be
7. Live and Let Die
8. Someone Else I'd Like to Be (cover de Max Miller)
9. Hey Jude

Hommage à John Lennon :
1. Strawberry Fields Forever
2. Help!
3. Give Peace a Chance
4. Yesterday
5. Can't Buy Me Love

## Liste des albums tirés du concert

### Live at Knebworth (multi-interprètes, 1990)

#### CD 1, cassette 1 et vinyle 1
1. Tears for Fears - Everybody Wants to Rule The World
2. Tears for Fears - Badman's Song (avec Oletta Adams au piano et au chant)
3. Status Quo - Dirty Water
4. Status Quo - Whatever You Want
5. Status Quo - Rockin' All Over the World
6. Cliff Richard & The Shadows - On the Beach
7. Cliff Richard & The Shadows - Do You Wanna Dance
8. Robert Plant - Hurtin' Kind
9. Robert Plant - Liar's Dance
10. Robert Plant - Tall Cool One
11. Robert Plant - Wearing and Tearing (avec Jimmy Page à la guitare)
12. Genesis - Mama
13. Genesis - Turn It On Again medley (Turn It On Again - Everybody Needs Somebody to Love - (I Can't Get No) Satisfaction - Twist and Shout - Reach out I'll be There - You've Lost That Lovin' Feeling - Pinball Wizard - In The Midnight Hour - Turn It On Again)

CD 2, cassette 2 & vinyle 2
1. Phil Collins - Sussudio (présent sur le premier disque dans les éditions vinyle)
2. Eric Clapton - Sunshine of Your Love
3. Dire Straits - Think I Love You Too Much (Titre inédit)
4. Dire Straits - Money For Nothing
5. Elton John - Sad Songs (Say so Much)
6. Elton John - Saturday Night's all Right (For Fighting)
7. Paul McCartney - Coming Up
8. Paul McCartney - Hey Jude
9. Pink Floyd - Comfortably Numb
10. Pink Floyd - Run Like Hell

### Knebworth - The Event (1990)
VHS, Disques Laser, DVD et Blu-Ray - Volume 1
1. Tears for Fears - Change
2. Tears for Fears - Badman's Song
3. Tears for Fears - Everybody Wants to Rule The World
4. Cliff Richard & The Shadows - On the Beach
5. Cliff Richard & The Shadows - Good Golly Miss Molly
6. Cliff Richard & The Shadows - Do You Wanna Dance
7. Cliff Richard & The Shadows - Livin' Doll (uniquement en VHS et Disque Laser)
8. Cliff Richard & The Shadows - We Don't Talk Anymore
9. Phil Collins - In the Air Tonight
10. Phil Collins - Sussudio
11. Paul McCartney - Coming Up
12. Paul McCartney - Birthday (également édité en single)
13. Paul McCartney - Hey Jude
14. Paul McCartney - Can't Buy Me Love

VHS, Disques Laser, DVD et Blu-Ray - Volume 2
1. Status Quo - Whatever You Want
2. Status Quo - Rockin' All Over the World
3. Status Quo - Dirty Water
4. Status Quo - In the Army Now
5. Eric Clapton - Before You Accuse Me
6. Eric Clapton - Tearing Us Apart
7. Dire Straits - Solid Rock
8. Dire Straits - Think I Love You Too Much (Titre inédit)
9. Dire Straits - Money For Nothing
10. Elton John - Sacrifice
11. Elton John - Sad Songs

VHS, Disques Laser, DVD et Blu-Ray - Volume 3
1. Robert Plant - Hurtin' Kind
2. Robert Plant - Tall Cool One
3. Robert Plant - Wearing and Tearing (avec Jimmy Page à la guitare)
4. Robert Plant - Rock N'Roll (avec Jimmy Page à la guitare)
5. Genesis - Mama
6. Genesis - Throwing it all Away
7. Genesis - Turn It On Again medley (Everybody Needs Somebody to Love - (I Can't Get No) Satisfaction [supprimé en DVD et Blu-Ray] - Twist and Shout [supprimé en DVD et Blu-Ray] - Reach out I'll be There - You've Lost That Lovin' Feeling [supprimé en DVD et Blu-Ray] - Pinball Wizard - In The Midnight Hour - Turn It On Again)
8. Pink Floyd - Shine On You Crazy Diamond (Parts I-V)
9. Pink Floyd - Run Like Hell

### Pink Floyd - Live at Knebworth 1990 (30 avril 2021)
Les chansons suivantes étaient comprises dans un autre coffret de Pink Floyd, Later Years, sorti en 2019, mais jamais en tant qu'album à part entière,.
1. Shine On You Crazy Diamond (Parts 1-5)
2. The Great Gig in the Sky
3. Wish You Were Here
4. Sorrow
5. Money
6. Comfortably Numb
7. Run Like Hell

## Films tirés du spectacle
Un film, Knebworth 90': The Event, réalisé par Bruce Gowers et Lawrence Jordan, sort en 1990.
Plusieurs extraits du concert sont visionnables sur YouTube.